# Algidia homerica
Algidia homerica är en spindeldjursart som beskrevs av Forster 1954. Algidia homerica ingår i släktet Algidia och familjen Triaenonychidae. Inga underarter finns listade i Catalogue of Life.